# Jennifer
Jennifer je anglické křestní jméno odvozené z kornského tvaru velšského jména Gwenhwyfar, podobně jako galorománské normanské Guinevere. Do 20. století bylo užíváno pouze v Cornwallu, než bylo přejato do anglického jazyka.

## V jiných jazycích
- španělsky Yenifer
- kornsky Jenifer
- francouzsky Guenièvre
- italsky Ginevra
- velšsky Gaenor, Gwenhwyfar
- maďarsky Dzsenifer

## Nositelky jména Jennifer
- Jennifer Aniston – americká herečka
- Jennifer Beals – americká herečka a modelka
- Jennifer Connelly – americká filmová herečka
- Jennifer Flavin – americká modelka
- Jennifer Garnerová – americká herečka
- Ginnifer Goodwin – americká herečka
- Jennifer Hudson – americká zpěvačka a herečka
- Jennifer Lawrenceová – americká herečka
- Jennifer Jason Leigh – americká herečka
- Jennifer Lopez – americká herečka a zpěvačka
- Jennifer Morrisonová – americká herečka